# Kelang (Malaisie)
Pour les articles homonymes, voir Kelang.
Kelang est une ville de Malaisie dans l'État de Selangor, dont elle est l'un des chefs-lieux qui couvre la majeure partie de son territoire[pas clair]. Kelang compte 878 000 habitants.

## Géographie
Elle se trouve en bordure du détroit de Malacca, à l'embouchure de la rivière Kelang, à 32 km du centre-ville de Kuala Lumpur.

## Histoire
Le site de la ville de Kelang est occupé dès l'âge du bronze. De nombreux objets datant de cette période y ont été trouvés, comme des tambours, des haches, ou encore une cloche en bronze datant du IIe siècle av. J.-C., aujourd'hui exposée au British Museum.,
Après la prise de Malacca par les Portugais, Kelang revient aux Malais, et contrôlée par le Sultan de Johor, jusqu'à la création du Sultanat de Selangor au XVIIIe siècle.
Au XIXe siècle, Kelang prit de l'importance avec l'exploitation des mines d'étain, à tel point qu'elle aboutit à une guerre civile (guerre de Kelang) entre 1867 et 1874.
Kelang ne perdit toutefois pas de son importance. Malgré la construction de Port Swettenham (Aujourd'hui Port Kelang) en 1901, la ville reste la capitale de l'étain de Selangor. Sa position est d'ailleurs confortée par l'aboutissement du réseau de chemin de fer de la Vallée du Kelang, auquel la ville est directement reliée en 1886.
En 1901, la ville devient le siège officiel du Sultan Sulaiman (Sultan Alauddin Sulaiman Shah). 

### Étymologie
Kelang prend son nom du fleuve Kelang.
Des théories populaires prétendent que ce nom provient du mot khmer Klong, ou du vieux malais Kilang signifiant "entrepôt".

## Administration
Kelang est la ville royale du Selangor (dont la capitale est Shah Alam). Le sultan y réside.
La ville est divisée en deux secteurs, Kelang Nord et Kelang Sud, les deux parties étant séparées par le fleuve Kelang.

## Activités économiques
La ville se caractérise par ses nombreuses industries et son port, le principal du pays et l'un des plus actifs du monde, notamment pour le trafic de conteneurs, puisqu'il se trouve sur la voie maritime la plus chargée quant au trafic sur la planète.

## Transports
Kelang est desservie par cinq stations de RER (KTM Komuter) de la ligne Batu Caves-Port Kelang: Bukit Badak, Kampung Raja Uda, Kelang, Teluk Pulai et Teluk Gadong.

## Jumelages
- Bandar Maharani (Malaisie)
- Salamanque (Espagne)
- Yokohama (Japon)

## Personnalités
- Siti Hasmah Mohamad Ali (1926-), épouse de l'ancien Premier ministre Mahathir Mohamad